# Girișu de Criș
Girișu de Criș est une commune roumaine du județ de Bihor, en Transylvanie, dans la région historique de la Crișana et dans la région de développement Nord-Ouest.

## Géographie
La commune de Girișu de Criș est située dans l'ouest du județ, à la frontière avec la Hongrie, sur la rive gauche du Crișul Repede, dans la plaine de la Crișana, à 5 km à l'ouest d'Oradea, le chef-lieu du județ. Depuis 2005, la commune fait partie de la nouvelle région métropolitaine d'Oradea.
La municipalité est composée des deux villages suivants, nom hongrois, (population en 2002) :
- Girișu de Criș, Körösgyégos (1 255), siège de la commune ;
- Târian, Köröstarján (1 950).

## Histoire
La commune, qui appartenait au royaume de Hongrie, en a donc suivi l'histoire.
Après le compromis de 1867 entre Autrichiens et Hongrois de l'empire d'Autriche, la principauté de Transylvanie disparaît et, en 1876, le royaume de Hongrie est partagé en comitats. Girișu de Criș intègre le comitat de Bihar (Bihar vármegye).
À la fin de la Première Guerre mondiale, l'Empire austro-hongrois disparaît et la commune rejoint la Grande Roumanie au traité de Trianon.
En 1940, à la suite du deuxième arbitrage de Vienne, elle est annexée par la Hongrie jusqu'en 1944, période durant laquelle sa petite communauté juive est détruite par les nazis. Elle réintègre la Roumanie après la Seconde Guerre mondiale au traité de Paris en 1947.
En 2007, les deux villages de Cheresig et Toboliu se séparent de la commune de Girișu de Criș pour former la nouvelle commune de Toboliu.

## Politique
| Période                                  | Période  | Identité   | Étiquette | Qualité |
| ---------------------------------------- | -------- | ---------- | --------- | ------- |
| Les données manquantes sont à compléter. |          |            |           |         |
| 2004                                     | En cours | Ioan Pașca | PNL       |         |

| Parti | Parti                                      | Sièges |
| ----- | ------------------------------------------ | ------ |
|       | Parti social-démocrate (PSD)               | 1      |
|       | Parti national libéral (PNL)               | 6      |
|       | Alliance des libéraux et démocrates (ALDE) | 4      |
|       | Union démocrate magyare de Roumanie (UDMR) | 2      |

## Religions
En 2002, la composition religieuse de la commune, (y compris les villages qui s'en sont séparés depuis), était la suivante :
- Chrétiens orthodoxes, 80,82 % ;
- Catholiques romains, 13,81 % ;
- Réformés, 2,32 % ;
- Pentecôtistes, 1,92 % ;
- Grecs-Catholiques, 0,78 % ;
- Baptistes, 0,22 %.

## Démographie
Les statistiques démographiques concernant la répartition ethnique et le nombre d'habitants incluent jusqu'en 2007 les villages de Cheresig et Toboliu qui s'en sont séparés depuis.
En 1910, à l'époque austro-hongroise, la commune comptait 4 973 Roumains (73,91 %) et 1 736 Hongrois (25,80 %).
En 1930, on dénombrait 5 680 Roumains (82,47 %), 1 091 Hongrois (15,84 %), 51 Roms (0,74 %), 33 Juifs (0,48 %) et 19 Allemands (0,28 %).
En 1956, après la Seconde Guerre mondiale, 5 552 Roumains (84,50 %) côtoyaient 1 008 Hongrois (15,34 %).
En 2002, la commune comptait 4 105 Roumains (78,10 %), 868 Hongrois (16,51 %) et 269 Roms (5,11 %). On comptait à cette date 1 440 ménages et 1 460 logements.
| 1880  | 1890  | 1900  | 1910  | 1920  | 1930  | 1941  | 1956  | 1966  |
| ----- | ----- | ----- | ----- | ----- | ----- | ----- | ----- | ----- |
| 4 702 | 5 161 | 5 827 | 6 728 | 6 720 | 6 887 | 7 122 | 6 570 | 6 405 |

| 1977  | 1992  | 2002  | 2007  | 2009         | - | - | - | - |
| ----- | ----- | ----- | ----- | ------------ | - | - | - | - |
| 6 453 | 5 088 | 5 256 | 5 690 | 3 100 (est.) | - | - | - | - |

## Économie
L'économie de la commune repose sur l'agriculture et la pisciculture.

## Communications

### Routes
Girișu de Criș est située sur la route régionale DJ797 qui rejoint Oradea à l'est et Cefa au sud. Malgré sa proximité avec la Hongrie, la commune ne possède pas de passage frontière avec ce pays.

### Voies ferrées
Girișu de Criș est située sur l'ancienne voie ferrée Oradea-Vésztő.

## Lieux et monuments
- Girișu de Criș, église orthodoxe datant de 1906[6].